# STS-125
STS-125又稱HST-SM4（Hubble Space Telescope Servicing Mission 4），是哈勃太空望遠鏡第4次維修任務。穿梭機亞特蘭提斯號于2009年5月11日从美國佛罗里达州甘迺迪太空中心升空，飞行为期13天。这是美国第126次穿梭機任務和亞特蘭蒂斯號的第30次飞行。

## 任務成員
- 史葛·阿特曼（英语：Scott Altman）：任務指揮官
- 葛列格里·莊遜（英语：Gregory C. Johnson）：飛行員
- 米高·活特（英语：Michael T. Good）：任務专家
- 美瑾·麥克亞瑟（英语：Megan McArthur）：任務专家
- 約翰·葛籣斯菲爾德：任務专家
- 邁克爾·馬西莫諾：任務专家
- 安德魯‧福斯泰（英语：Andrew J. Feustel）：任務专家

## 任務
美國東部時間2009年5月11日14時01分，亞特蘭提斯號太空穿梭機從佛羅里達州甘迺迪太空中心發射升空。在此次太空之旅中，機上的4名任務专家通過5次太空漫步對哈勃太空望遠鏡進行了最後一次維護，為其更換了大量設備和輔助儀器，進行了脫胎換骨的維護更新。這些更新主要包括：以新的第三代廣域照相機（WFC3）取代WFPC2；安裝新的宇宙起源頻譜儀（COS）、取回該處的COSTAR光學矯正系統；修復損壞的先進巡天照相機（ACS）；修復損壞的太空望遠鏡影像攝譜儀（STIS）；替換損壞的2#精細導星感測器（FGS）；更換科學儀器指令和數據處理系統（SIC&DH）；更換全部的電池模組；更換所有的6個陀螺儀和3組定位傳感器（RSU）；更換對接環、安裝全新的絕熱毯（NBOL）、補充製冷劑等等。
美國東部時間5月19日8時57分，女任務专家美瑾·麥克亞瑟用亞特蘭提斯號上的機械臂將哈勃放出貨艙。這次維護不但全方位提高了哈勃望遠鏡的觀測性能，而且可望使其服役期最少延長至2014年。美國太空總署將對望遠鏡展開測試，計劃9月公布哈勃維修後拍攝的首批照片。由於這次行動風險極高，太空總署還布置奮進號待命，隨時準備升空「營救」。5月24日（星期日）早晨，亞特蘭提斯號安全降落在愛德華空軍基地（因天氣原因，降落被延遲了3天並最終沒有直接降落在甘迺迪太空中心穿梭機專用機場）。